# Stift Joachimstein

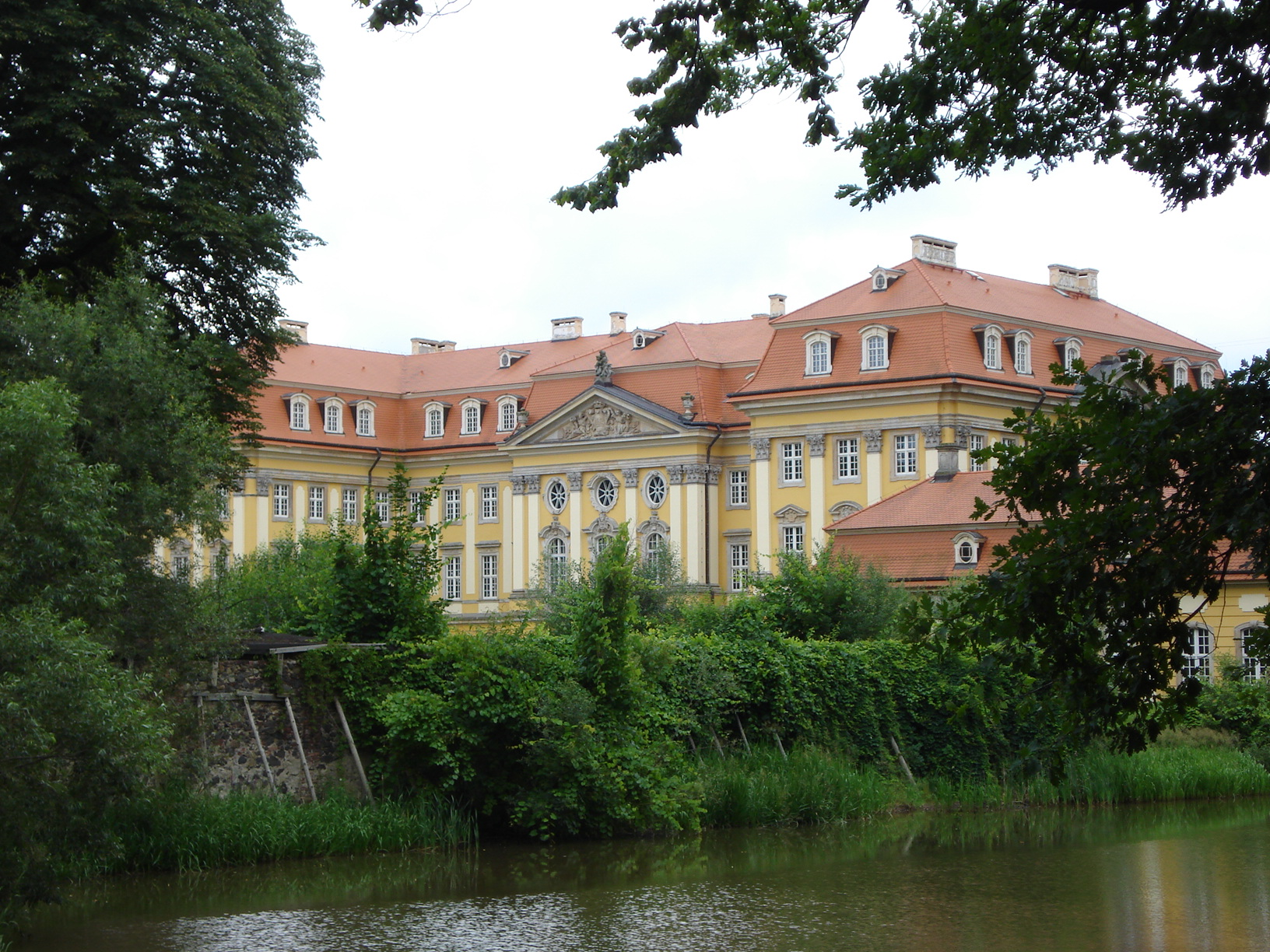
Stiftsschloss Joachimstein

Das freiweltlich-adelige evangelische Fräuleinstift Joachimstein zu Radmeritz (polnisch Pałac Radomierzyce) galt einmal als das schönste Schloss der Oberlausitz. Es befindet sich bei Radomierzyce (Radmeritz) in Polen, in unmittelbarer Nähe zum Grenzübergang Hagenwerder. Errichtet wurde es als Frauenstift auf einer künstlich angelegten Insel an der Einmündung der Witka (Wittig) in die Lausitzer Neiße.

## Geschichte

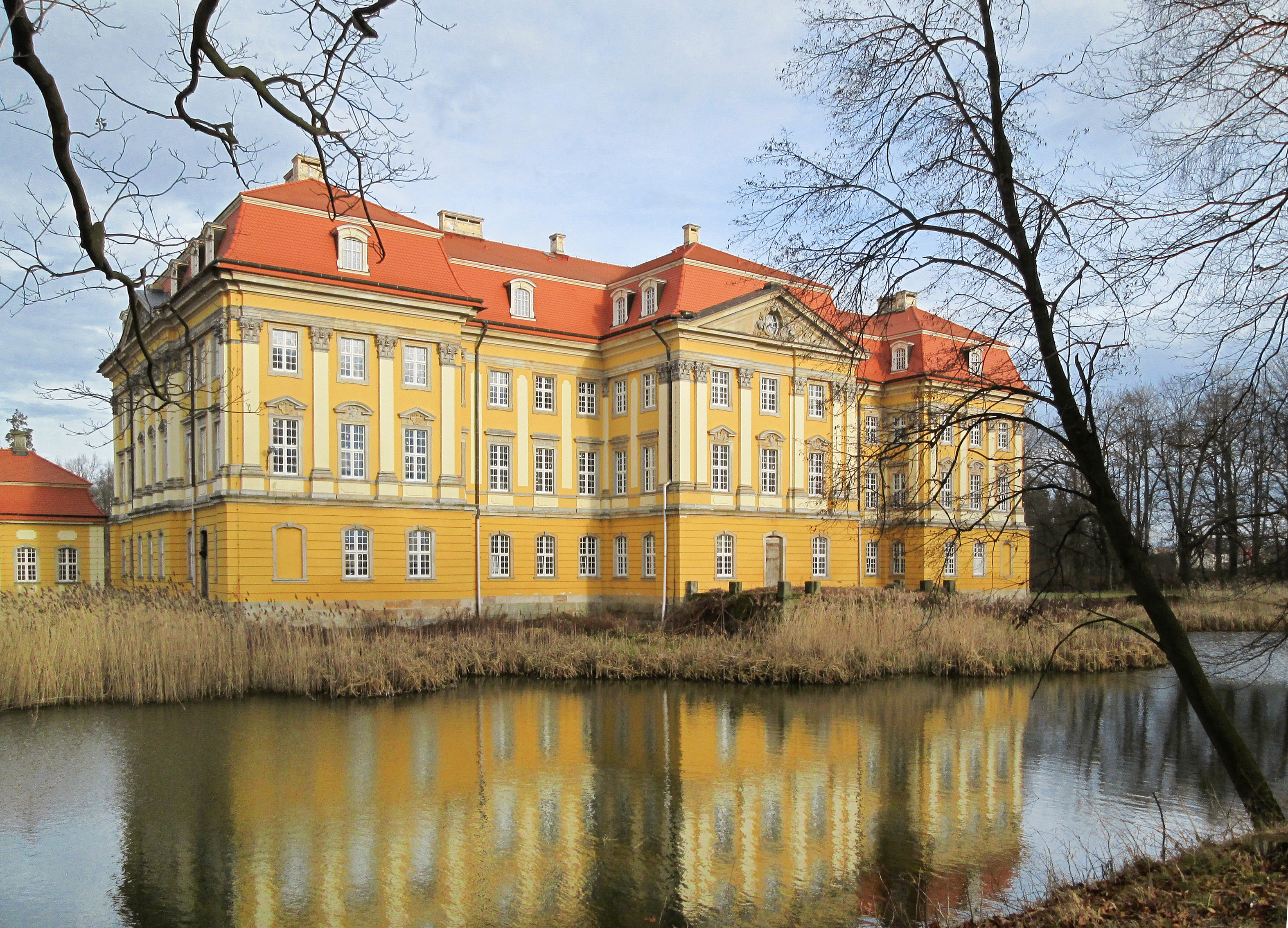
Rückwärtige Ansicht

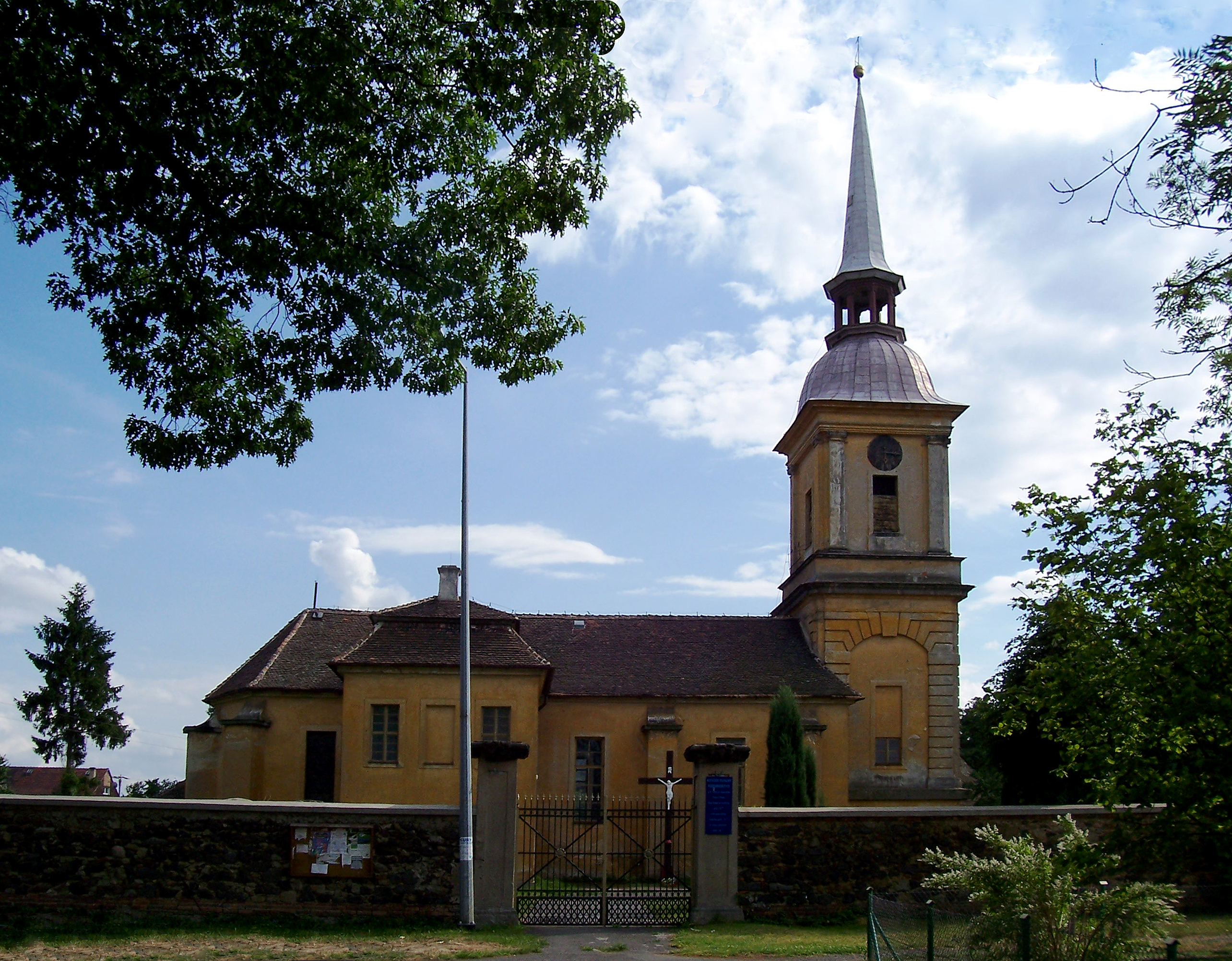
Stiftskirche

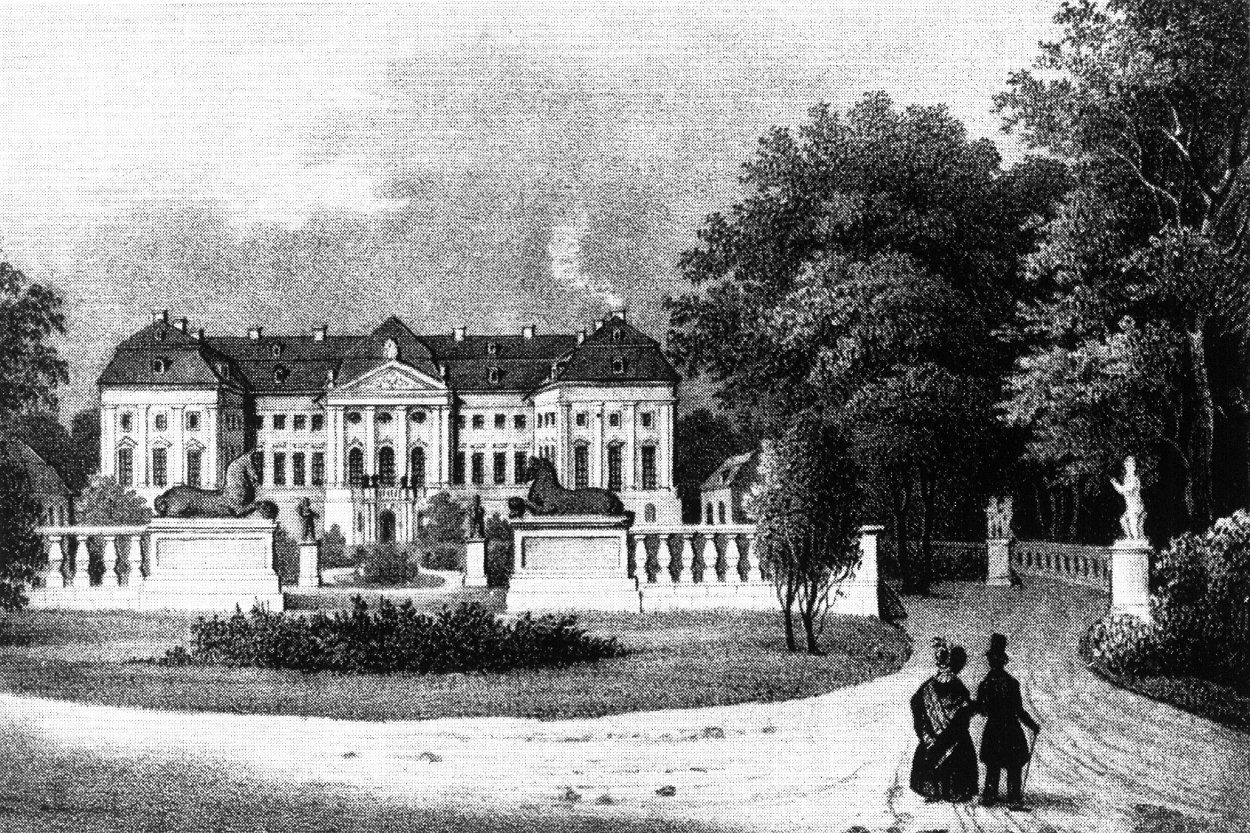
Lithographie von Carl Wilhelm Arldt, 1839

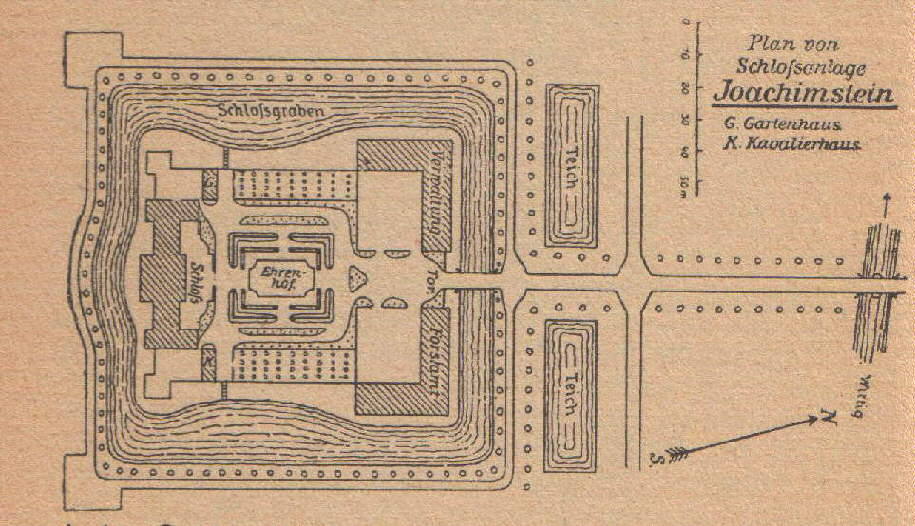
Grundriss (1923)

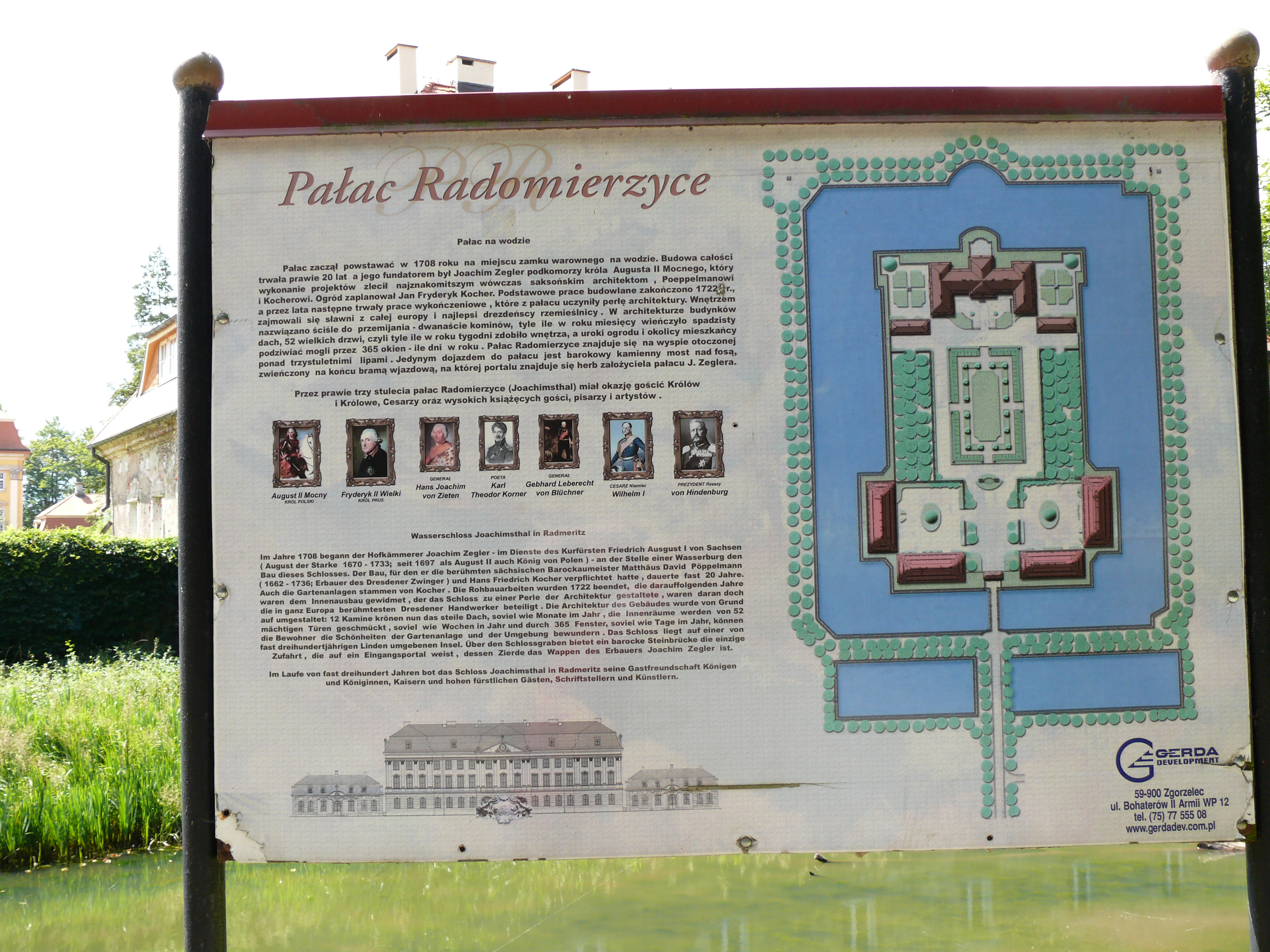
Informationstafel

Im Jahre 1722 errichtete der ledige Kammerherr Augusts des Starken, Joachim Sigismund von Ziegler und Klipphausen, ein Frauenstift zur Versorgung lediger adliger Frauen der Oberlausitz und angrenzender Gebiete, in das er seinen gesamten Besitz einbrachte. Zur Errichtung des Stiftsschlosses erbat sich Ziegler zunächst Entwürfe der Oberlandbaumeister Johann Friedrich Karcher und Matthäus Daniel Pöppelmann. Schließlich beauftragte er aber den ehemaligen sächsischen Oberlandbaumeister Christoph Beyer mit der Ausführung der Bauarbeiten, ohne jedoch selbst die Entwurfsarbeit ganz aus der Hand zu geben. Schließlich sollten viele der wichtigsten sächsischen Architekten und Künstler Kursachsens in Joachimstein gewirkt haben, das daher ein bedeutendes Bauwerk des Sächsischen Barock wurde. Die Errichtungsurkunde stammt vom 11. Februar 1728. Die feierliche Einweihung des Stiftes fand nach dem Abschluss der Arbeiten am 14. November 1728 statt.
Gemäß den Zieglerschen Stiftungsstatuten konnten in dem Stift, das von einem Stiftsverweser geleitet wurde, zwölf unverheiratete evangelische und seit mindestens vier Generationen adlige Fräulein der Oberlausitz und angrenzender Gebiete Aufnahme finden, wenn sie ohne eigene Schuld in wirtschaftliche Schwierigkeiten geraten waren. An der Spitze des Konvents stand die sogenannte Stiftshofmeisterin, welche die Funktion einer Äbtissin beziehungsweise Priorin oder Domina wahrnahm. Die Aufnahmebedingungen werden verständlicher, wenn man bedenkt, dass in jener Zeit die Kaufleute der Sechsstädte zu großem Reichtum gelangt waren, während viele alteingesessene Adelsfamilien den Zeitenwandel verkannten und verarmten. Zentraler Inhalt des Aufenthaltes im Stift Joachimstein war zunächst die „standesgemäße“ Versorgung, gefolgt von der Erziehung und Bildung der Stiftsfräulein im Sinne der Sozialformation des niederen Adels. Unverkennbar ist dabei die Vorbereitung der Frauen auf eine eventuelle spätere Rolle als Ehefrauen und Mütter in einem landadligen Haushalt, wenngleich selbiges in den Stiftsstatuten nie wörtlich als Ziel genannt wird und ein lebenslanger Aufenthalt im Stift unter den oben genannten Bedingungen ohne weiteres möglich war.
Im Siebenjährigen Krieg wählte der Preußenkönig Friedrich der Große 1745 das Schloss zu seinem Quartier. In den Napoleonischen Kriegen richteten sich hier unter anderem die Lützower, Generalfeldmarschall Blücher und Prinz Wilhelm ein. Theodor Körner verfasste hier seinen Aufruf an die Sachsen.
Bei der Teilung der Oberlausitz durch den Wiener Vertrag von 1815 wurde die Wittig als Grenzfluss zwischen Sachsen und Preußen festgelegt, wobei das jenseits des Flusses gelegene Schloss bei Sachsen verblieb, während aller Grundbesitz des Stifts an Preußen kam.
Durch diese Situation stand das Stift vor der Auflösung. König Friedrich August I. sicherte den Weiterbestand des wohltätigen Stifts in seiner bisherigen Art und Weise. In der Oberlausitzer Konvention von 1819 wurde die Regulierung dieser besonderen Angelegenheit noch ausgesetzt. Mit der Joachimsteiner Konvention von 1828 einigten sich beide Staaten, dass die Stiftung ausschließlich der sächsischen Hoheit unterliegt, während die Besitztümer entsprechend der Grenzziehung von 1818 der jeweiligen Landeshoheit und Gerichtsbarkeit unterstellt wurden. Die Genussrechte sowie die Verwaltung der Stiftung regelten die Stände der sächsischen und preußischen Oberlausitz gemeinschaftlich. 
Stiftsverweser war um 1925 der ehemalige brandenburgische Landrat vom Kreis-Zauch-Belzig, Bernhard Hans Levin von Tschirschky und Bögendorff (1862–1930). Der Grundbesitz des Stiftes bestand aus mehreren Rittergütern, bis 1945.
Bis zum Ende des Zweiten Weltkrieges diente ein Schlossflügel auch zur Unterbringung von Kindergruppen, z. B. aus Hamburg aus der Kinderlandverschickung. Mit der Grenzziehung entlang der Oder-Neiße-Linie endete 1945 das Bestehen des Stifts. Die Stiftsdamen wurden vertrieben und das Schloss ausgeplündert. Die Gebäude wurden nicht mehr genutzt und verfielen. Im Jahre 2003 wurde das Schloss saniert. Da der Investor Marek Glowacki, der aus dem Schloss ein Hotel und Tagungszentrum machen wollte, schon 2004 unerwartet starb, wurden bis dahin nur einige Nebengebäude wieder aufgebaut und am Haupthaus die Fassaden und Dächer mit einem Kostenaufwand von ca. 7 Millionen Euro renoviert.
Im alten Wasserschloss wurde der Bruder des Stifters Joachim Sigismund, der Romanschriftsteller und Historiker Heinrich Anselm von Ziegler und Kliphausen geboren.